# Élections législatives sud-coréennes de 2012
Les élections législatives sud-coréennes de 2012 se sont déroulées en Corée du Sud le 11 avril 2012. Elles visent à renouveler les 300 députés de l'Assemblée nationale, chambre unique du Parlement, pour un mandat de quatre ans.
Ces élections sont le prélude à l'élection présidentielle de décembre 2012 qui verra l'élection d'un nouveau président puisque Lee Myung-bak ne peut pas se représenter. Depuis les dernières élections législatives de 2008, le président dispose d'une majorité parlementaire du fait de la victoire du Grand Parti national (GPN).

## Contexte

Composition de la législature sortante.

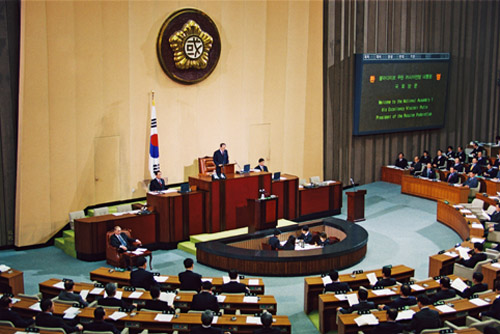
L'Assemblée nationale de Corée du Sud.

L'élection se déroule à la fin du mandat du président Lee Myung-bak, qui conformément à la Constitution ne peut pas se représenter à l'élection présidentielle de décembre 2012, qui limite à un unique mandat la fonction présidentielle. Pour la première fois, les Coréens de l'étranger sont autorisés à prendre part au scrutin. Toutefois, seuls 5,5 % d'entre eux se sont inscrits sur les listes électorales. Une des raisons serait l'obligation de se rendre à l'ambassade pour s'inscrire et pour voter ainsi que leur vote ne soit pris en compte que pour les 45 sièges décernés à la proportionnelle.
Lors des dernières élections législatives sud-coréennes de 2008, les conservateurs ont largement remporté les élections, et le parti du président Lee Myung-bak, le Grand Parti national, remporte une courte majorité absolue, avec 153 sièges sur 299.

## Campagne
Pour les deux principaux partis, la « démocratie économique » est au centre de la campagne. Elle vise à abolir la barrière entre le 1 % de privilégiés et le reste de la population. Elle vise également à diminuer l'influence des chaebols, les grands conglomérats industriels, et à favoriser le développement des PME.
Le GPN, fraichement renommé en parti Saenuri, centre son programme sur l'emploi, sur une sécurité sociale pour le bonheur des habitants et surtout, sur une économie de marché équitable. Pour cela, il souhaite renforcer le rôle du gouvernement. Souffrant de la mauvaise popularité du président (moins de 30 % d'opinions favorables), les candidats cherchent à se démarquer de lui. Les principaux problèmes sont le ralentissement économique, la montée des inégalités et une politique envers la Corée du Nord soupçonnée d'attiser les tensions.
Pour le parti démocrate unifié (PDU), le leader de l'opposition, l'objectif est aussi d'instaurer une aide sociale universelle et d'augmenter les impôts sur les hauts revenus. Il compte également bloquer l'accord de libre-échange avec les États-Unis et la construction de la base navale de Jeju ainsi que de stopper la construction de nouvelles centrales nucléaires. Pour augmenter ses chances de succès, il signe un accord avec le Parti progressiste unifié (PPU) pour présenter des candidats uniques. Ceux-ci sont désignés le 19 mars à la suite de primaires qui ont été entachées par des irrégularités de la part du PPU.
La campagne est également marquée par un scandale concernant la surveillance illégale et intensive de 2619 fonctionnaires et civils et par des manifestations de journalistes qui protestent contre la mainmise du gouvernement sur les principaux médias.

## Sondages d'opinion
| Date                        | Institut      | Grand Parti national | Parti démocrate unifié | Parti de l'avancement de la liberté | Parti progressiste unifié | Nouveau parti progressiste | Autres |
| --------------------------- | ------------- | -------------------- | ---------------------- | ----------------------------------- | ------------------------- | -------------------------- | ------ |
| Date                        | Institut      |                      |                        |                                     |                           |                            |        |
| 13 janvier 2012             | Real Meter    | 29,5 %               | 34,7 %                 | 2,4 %                               | 3,2 %                     | 1,8 %                      | 28,5 % |
| 25 - 27 janvier 2012        | Real Meter    | 30,3 %               | 37,1 %                 | 2,0 %                               | 4,0 %                     | 1,0 %                      | 25,6 % |
| 30 janvier - 2 février 2012 | Real Meter    | 32,9 %               | 36,9 %                 | 1,5 %                               | 3,9 %                     | 0,9 %                      | 23,8 % |
| 6 - 10 février 2012         | Real Meter    | 33,9 %               | 35,8 %                 | 2,4 %                               | 4,2 %                     | 0,8 %                      | 23,0 % |
| 20 – 24 février 2012        | Real Meter    | 36,5 %               | 37,5 %                 | 1,9 %                               | 4,7 %                     | 0,5 %                      | 18,9 % |
| 27 février – 2 mars 2012    | Real Meter    | 36,3 %               | 36,3 %                 | 1,7 %                               | 6,1 %                     | -                          | 19,2 % |
| 5 – 9 mars 2012             | Real Meter    | 40,3 %               | 32,7 %                 | 2,3 %                               | 4,8 %                     | -                          | 19,9 % |
| 12 – 16 mars 2012           | Real Meter    | 39,4 %               | 33,7 %                 | 2,3 %                               | 5,7 %                     | -                          | 19,0 % |
| 19 – 23 mars 2012           | Real Meter    | 37,4 %               | 33,3 %                 | 2,1 %                               | 7,5 %                     | -                          | 19,7 % |
| 1er avril                   | Research View | 42,3 %               | 29,5 %                 | 3,9 %                               | 9,7 %                     | 2,1 %                      | -      |

## Résultats
Résultats définitifs (à réajuster)
| ↓                 |         |                           |      |
| 185 Conservateurs | 25 Ind. | 84 Libéraux et centristes | 6 sd |

| ↓                 |     |                            |       |
| 157 Conservateurs | 3 I | 127 Libéraux et centristes | 13 sd |

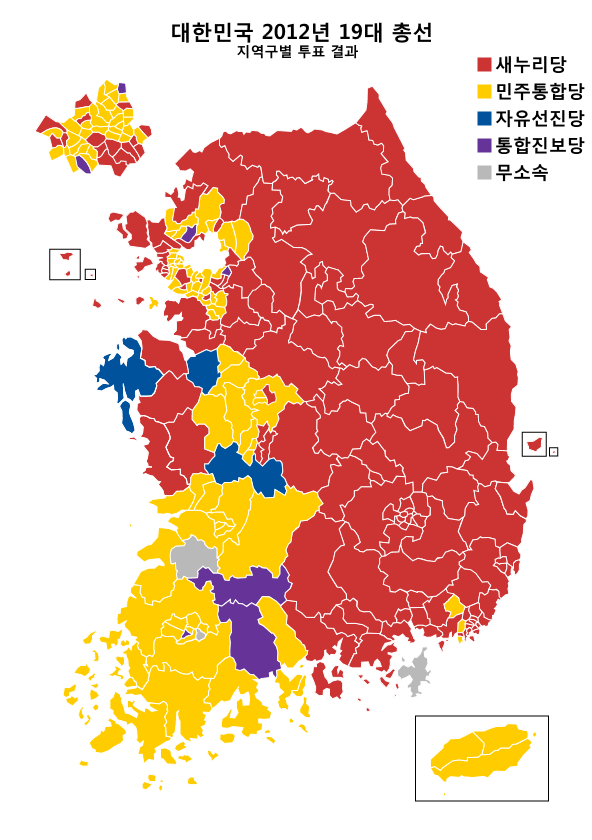
Parti Saenuri
Parti démocrate unifié
Parti de l'avancement de la liberté
Parti progressiste unifié

| Partis                              | Partis                         | Circonscription | Circonscription | Circonscription | Proportionnelle | Proportionnelle | Proportionnelle | Total des sièges | Total des sièges | Total des sièges |
| Partis                              | Partis                         | Votes           | %               | Sièges          | Votes           | %               | Sièges          | Élus             | %                | +/−[2]           |
| ----------------------------------- | ------------------------------ | --------------- | --------------- | --------------- | --------------- | --------------- | --------------- | ---------------- | ---------------- | ---------------- |
|                                     | Parti Saenuri                  | 9 262 471       | 43,4 %          | 127             | 9 129 226       | 42,8 %          | 25              | 152              | --, --           |                  |
| Parti de l'avancement de la liberté | 474 001                        | 2,2 %           | 3               | 689 843         | 3,2 %           | 2               | 5               | --, --           |                  |                  |
| Parti de la vision coréenne         | 44 379                         | 0,2 %           | 0               | 156 222         | 0,7 %           | 0               | 0               | --, --           |                  |                  |
| Conservateurs                       | 9 780 851                      | 45,8 %          | 130             | 9 975 291       | 46,7 %          | 27              | 157             | --, --           |                  |                  |
|                                     | Parti démocrate unifié         | 8 362 389       | 39,1 %          | 106             | 7 775 737       | 36,5 %          | 21              | 127              | --, --           |                  |
| Parti de la Corée créative          | 3 624                          | 0,0 %           | 0               | 91 875          | 0,4 %           | 0               | 0               | --, --           |                  |                  |
| Libéraux et centristes              | 8 366 013                      | 39,1 %          | 106             | 7 867 612       | 36,9 %          | 21              | 127             | --, --           |                  |                  |
|                                     | Parti progressiste unifié      | 1 013 873       | 4,7 %           | 7               | 2 198 082       | 10,3 %          | 6               | 13               | --, --           |                  |
| Nouveau parti progressiste          | 101 614                        | 0,5 %           | 0               | 242 995         | 1,1 %           | 0               | 0               | --, --           |                  |                  |
| Sociaux-démocrates                  | 1 115 487                      | 5,2 %           | 7               | 2 441 077       | 11,4 %          | 6               | 13              | --, --           |                  |                  |
|                                     | Autres partis                  | 132 709         | 0,6 %           | 0               | 1 043 620       | 5,0 %           | 0               | 0                | --, --           |                  |
| Indépendants                        | 1 967 644                      | 9,2 %           | 3               | -               | -               | -               | 3               | --, --           |                  |                  |
| Total (participation : 54,3 %)      | Total (participation : 54,3 %) | 21 362 704      | 100 %           | 246             | 21 327 600      | 100 %           | 54              | 300              | --, --           |                  |